# Klášter Hasnon
Klášter Hasnon (fr. Abbaye de Hasnon) je bývalý klášter v severofrancouzském městečku Hasnon zasvěcený benediktinskému řádu. Byl založen roku 670 Janem a Eulalií z Ostrevantu jako dvojitý klášter a již roku 691 byl vysvěcen.
Klášter, o jehož významu v 9. století svědčí i působení Ermentrudy, dcery krále Karla Holého jako abatyše, byl zničen roku 880 během normanských nájezdů a k obnovení došlo téměř po dvou stech letech roku 1065 díky henegavskému hraběti Balduinovi VI., který ve zdech kláštera nalezl po své smrti roku 1070 i poslední odpočinek. Roku 1087 byla po jeho boku pohřbena i manželka Richilda. Jejich hroby byly nalezeny v kryptě na počátku 19. století. Klášter byl zničen během Francouzské revoluce.